# غريغ مارشال (لاعب كرة قدم أمريكية)
غريغ مارشال (بالإنجليزية: Greg Marshall)‏ هو لاعب كرة قدم أمريكية أمريكي، ولد في 9 سبتمبر 1956 في بيفرلي في الولايات المتحدة.

## وصلات خارجية
- غريغ مارشال على موقع مرجع كرة القدم المحترفة.كوم (الإنجليزية)